# Cometes nearnsi
Cometes nearnsi là một loài bọ cánh cứng trong họ Cerambycidae.